# Kpps
kpps (ang. kilopackets per second – tysiące pakietów na sekundę) oznacza liczbę pakietów (w tysiącach), jakie router może trasować w ciągu jednej sekundy. Parametr ten jest bezpośrednim wskaźnikiem wydajności routera, zależy od bardzo wielu czynników, m.in. prędkości procesora, ilości pamięci operacyjnej, długości kolejek buforów, implementacji protokołów trasowania, itp.
kpps jest również jednostką określającą prędkość galwanometrów projektora laserowego (kilo point per second - tysięcy punktów na sekundę). Liczba określa, ile punktów jest w stanie nakreślić galwanometr podczas 1 sekundy przy podanym kącie odchylania galwanometrów.
Prędkość określa się za pomocą Ilda Frame Test.